# Karl von Küchler
Karl Friedrich Ludwig Otto Gustav Küchler, seit 1837 von Küchler (* 26. Mai 1831 in Butzbach; † 22. August 1922 in Darmstadt) war Hofmarschall im Großherzogtum Hessen und Offizier in der Hessen-kasselschen Armee.

## Leben
Karl von Küchler wurde als Sohn des hessischen Obristen Friedrich von Küchler (1785–1843) und dessen Ehefrau Amalie Theodore Touissaint (1798–1871) geboren. 
Wie sein Vater kam er in die Dienste des Großherzogtums Hessen.
In der Hessen-kasselschen Armee  war er Rittmeister im Garde-Chevaulegers-Regiment,  führte als Kommandant die Garde-Unteroffiziers-Kompanie. und wurde Oberst und Flügeladjutant.
In dieser Funktion war er dem Landesherrn für militärische und repräsentative Zwecke zugeteilt.
Als Hofmarschall des Großherzogs Ludwig III. von Hessen und bei Rhein war er der oberste Beamte des hessischen Hofes und führte die Aufsicht über sämtliche Wirtschaftseinrichtungen und leitete das Hofmarschallamt.

### Familie
Am 15. Januar 1879 heiratet er in Wiesbaden Marie von Scholten (1851–1924), Tochter des Wilhelm von Scholten, Festungskommandant in Ehrenbreitstein. 
Aus der Ehe sind die Kinder Frieda (1880–1951, ∞ Otto von Faber du Faur), Georg (1881–1968, Generalfeldmarschall) und Ernst (1884–1956, Diplomat) hervorgegangen.

### Auszeichnungen
- 20. Juni 1869 Ritterkreuz I. Klasse zum Ludewigs-Orden[6][7]